# Vicente Lambies Grancha
Vicente Lambies Grancha (Buñol, 1886 - Valencia, 27 de julio de 1969) fue un industrial y político español, que fue alcalde de Valencia y diputado en el Congreso de los Diputados durante la Segunda República.

## Biografía
Nacido en el seno de una familia acomodada que se dedicaba a la fabricación de alcoholes y crianza de vino, su familia se asienta en Sète, Francia, cuando Vicente tenía cuatro o cinco años, cursando el bachillerato en Montpelier. Se hizo militante del Partido de Unión Republicana Autonomista (PURA) en la década de 1920 y fue miembro de la francmasonería desde 1892.
Resultó elegido alcalde de Valencia, cargo que ejerció entre mayor de 1932 y noviembre de 1934. Elegido diputado por la provincia de Valencia en las elecciones generales españolas de 1933, Lambies fue uno de los diputados que no dio el voto de confianza en 1935 al gobierno de Alejandro Lerroux. En enero de 1936 fue nombrado subsecretario de Industria y Comercio.
Durante la guerra civil española, se tiene que esconder en el monte porque los dirigentes del PURA fueron perseguidos por parte de milicianos del sector más radical.